# پاملا رای
پاملا رای (انگلیسی: Pamela Rai؛ زادهٔ ۲۹ مارس ۱۹۶۶) شناگر اهل کانادا بود.
وی در مسابقات کشوری و بین‌المللی در مجموع برندهٔ ۱ مدال طلا، ۱ مدال نقره، ۱ مدال برنز شده‌است.